# Indexgewichtung
Die Indexgewichtung von Börsenindizes ist ein Verfahren der Finanzmathematik. Ziel ist, in einem Aktienindex die einzelnen Unternehmen gemäß ihrer jeweiligen Bedeutung und Größe passend zu berücksichtigen.

## Vorgehensweise
Bei der Indexgewichtung werden die Mittelwerte aus vorliegenden Einzelwerten ermittelt. Das Ziel ist es, dass der Index die realen Umstände möglichst genau abbildet. Seine Gewichtung soll sich also am Gesamtumfeld orientieren. Die Verfahren der Indexgewichtung unterscheiden sich vor allem in der Auswahl der Kriterien, die zur Gewichtsbestimmung herangezogen werden. Häufig gewählte Kriterien sind: Aktienkurs, Umsatz an der Börse, Marktkapitalisierung – gesamt oder auf Streubesitz beschränkt –, Häufigkeit des Auftretens der Einzelwerte.
Die Ermittlung der Indexgewichtung stützt sich auf einen definierten Beobachtungszeitraum. Die Gewichtung der einzelnen Werte in einem Index wird regelmäßig überprüft und entsprechend angepasst. In vielen Indizes existiert zudem eine Obergrenze für die einzelnen Gewichte. Im DAX beispielsweise liegt diese seit 2006 bei 10 %. Im russischen RTS-Index liegt die Obergrenze bei 15 %.
Die Berechnung des Index basierend auf n Unternehmen erfolgt dann folgendermaßen:
{\displaystyle Indexstand=\sum _{k=1}^{n}Indexgewicht_{k}\cdot Aktienkurs_{k}}
Der Indexstand ist also eine Konvexkombination aus den Aktienkursen.

## Verfahrensweise bei konkreten Indizes

### DAX
Die Berechnung des DAX beruht auf der Indexformel von Étienne Laspeyres. Bei der Berechnung des DAX werden die Kurse der 40 im DAX notierten Unternehmen unterschiedlich gewichtet. Entscheidend für die Gewichtung ist die Marktkapitalisierung der sich in Streubesitz (Freefloat) befindlichen Aktien und nicht der gesamte Börsenwert eines Unternehmens. Deswegen ist Volkswagen beispielsweise geringer gewichtet als Bayer, Siemens, Daimler und BASF.

### Dow Jones Composite Average
Der Dow Jones Composite Average ist ein rein preisgewichteter Index. Der Indexstand wird ausschließlich auf Grund der Aktienkurse ermittelt, eine Indexgewichtung wird nicht vorgenommen. Die Berechnung erfolgt anhand der Aufsummierung der einzelnen Aktienkurse und der anschließenden Division durch die Anzahl der Aktien im Index. Die Anzahl der Aktien im Streubesitz wird nicht berücksichtigt.

### CAC 40
Bei der Berechnung des CAC 40 basiert die Gewichtung der Einzelwerte auf zwei Standbeinen: der gesamten Marktkapitalisierung des Unternehmens und dem Börsenwert im Streubesitz. Die Schwergewichte sind (Stand Juli 2016) Total und Sanofi mit Indexgewichtungen von 9,27 % beziehungsweise 8,91 %. Die acht kleinsten Unternehmen im Index haben alle eine Indexgewichtung von weniger als 1 %, das kleinste sogar weniger als 0,5 %.

### EURO STOXX 50
Die Gewichtung des EURO STOXX 50 erfolgt aufgrund der Marktkapitalisierung bezogen auf den in Streubesitz befindlichen Aktien. Es existiert eine Gewichtungsdeckelung auf 10 %. Die Schwergewichte (Stand 15. August 2019) sind dabei: Total (5,22 %), SAP (5,16 %), Linde (3,98 %), LVMH (3,96 %), Allianz SE (3,63 %), Sanofi (3,53 %) und Siemens (3,42 %).

## Sonstiges
Der ungarische Mineralölkonzern MOL bringt rund 25 % der gesamten Indexgewichtung des Budapest Stock Exchange Index (BUX) an der Budapester Börse auf die Waage.